# Dasze

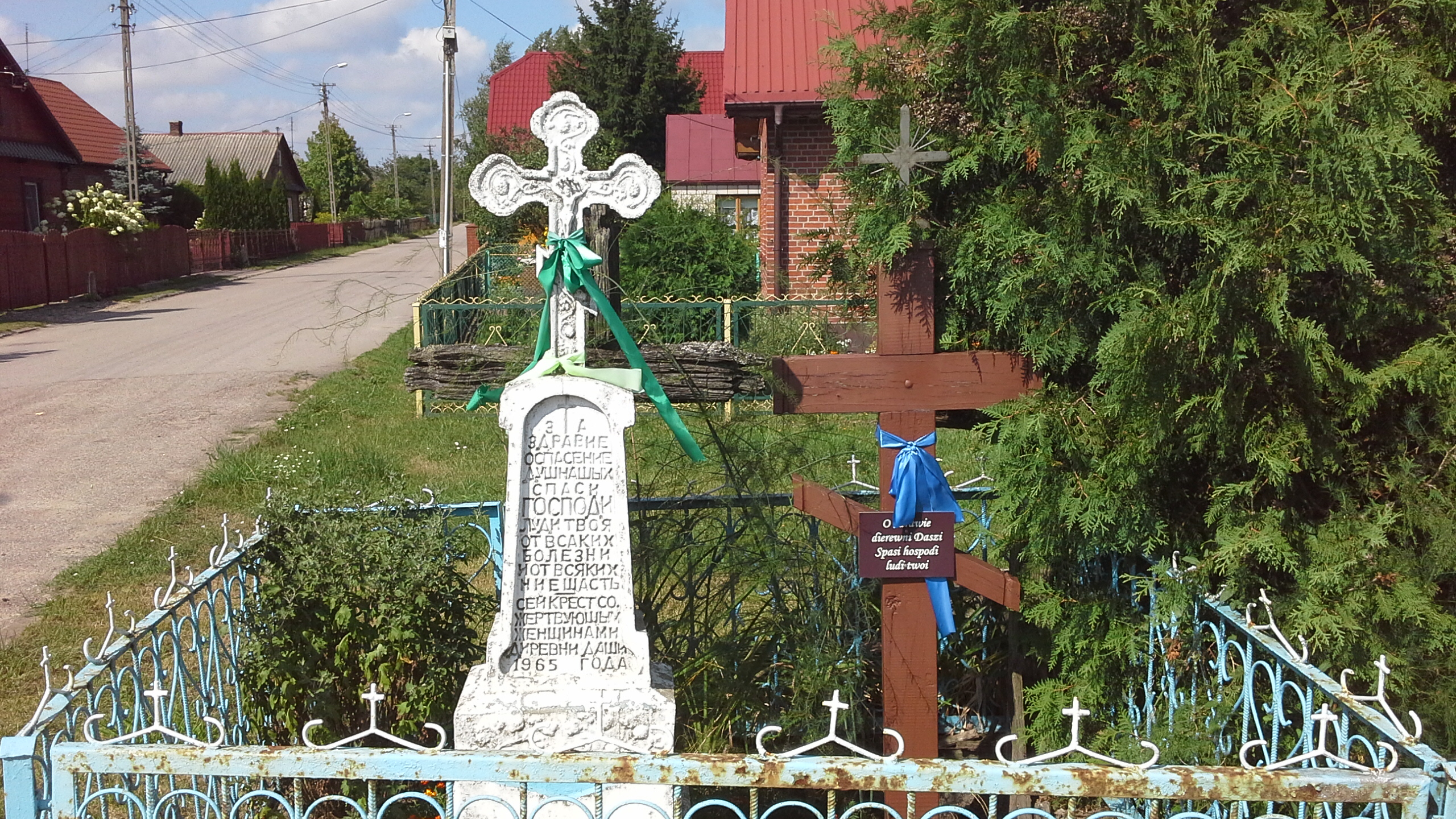
Prawosławne krzyże wotywne

Dasze (nazwa w miejscowej gwarze: Dašý) – wieś w Polsce położona w województwie podlaskim, w powiecie hajnowskim, w gminie Kleszczele.
Wierni kościoła rzymskokatolickiego należą do parafii św. Zygmunta w Kleszczelach.

## Historia
Według Pierwszego Powszechnego Spisu Ludności, przeprowadzonego w 1921 roku, Dasze były wsią liczącą 104 domy i zamieszkałą przez 307 osób (162 kobiety i 145 mężczyzn). Wszyscy mieszkańcy miejscowości zadeklarowali wówczas białoruską przynależność narodową oraz wyznanie prawosławne. W okresie międzywojennym miejscowość znajdowała się w powiecie bielskim.
W latach 1954–1959 wieś należała i była siedzibą władz gromady Dasze, po jej zniesieniu w gromadzie Kleszczele. W latach 1975–1998 miejscowość administracyjnie należała do województwa białostockiego.

## Obiekty
Na terenie sołectwa, w kolonii Kośna znajduje się parafialna cerkiew prawosławna pw. św. Mikołaja Cudotwórcy. W obrębie sołectwa mieszczą się też dwa cmentarze prawosławne: w Daszach i Kośnej.

## Urodzeni w Daszach
- Włodzimierz Cybuliński – duchowny prawosławny, budowniczy cerkwi w Czyżach i Cerkwi Zmartwychwstania w Białymstoku